# Déclaration des droits de l'enfant
Ne doit pas être confondu avec Convention relative aux droits de l'enfant.
Lire en ligne

unicef.org/fr/convention, Texte sur Wikisource

Déclaration universelle des droits de l'homme Convention relative aux droits de l'enfant (1989)
La Déclaration des droits de l’enfant a été adoptée par l’Assemblée générale des Nations unies le 20 novembre 1959 dans sa résolution 1387 (XIV). Elle pose en dix principes les droits fondamentaux permettant « une enfance heureuse » considérant que l’enfant « en raison de son manque de maturité physique et intellectuelle, a besoin d'une protection spéciale et de soins spéciaux, notamment d'une protection juridique appropriée, avant comme après la naissance ».
Il s’agit de l’un des premiers grands consensus internationaux sur les principes fondamentaux des droits des enfants, ayant été adopté à l’unanimité des 78 États alors membres de l’Organisation des Nations unies (ONU). Depuis lors, le 20 novembre de chaque année, les Nations unies célèbrent la journée internationale des droits de l'enfant.
Si sa valeur est simplement déclarative, ce texte constitue le socle de ce qui deviendra la Convention internationale des droits de l'enfant (CIDE), dite aussi Convention de New York, adoptée par l'Assemblée générale des Nations unies le 20 novembre 1989. Il y figurent déjà ses grands principes tels que le principe d'égalité et de non-discrimination entre tous les enfants (Décl., art. 1er) ou encore la nécessité de toujours rechercher l'intérêt supérieur de l'enfant (Décl., art. 2 et art. 7, al. 2).
Au XXIe siècle, la CIDE est un instrument international obligatoire et même partiellement auto-exécutoire qui constitue une source importante du droit pénal des mineurs, et même du droit des mineurs en général.

## Histoire
Si à travers le monde la notion de « droits humains » est né au cours du XVIIIe siècle, l’idée que les enfants doivent être protégés par des droits spécifiques a mis davantage de temps à apparaître.
La notion de droit pour les enfants résulte d’une prise de conscience internationale au début du XIXe siècle. À cette époque, des lois protectrices sont adoptées en France et au Royaume-Uni contre le travail des enfants.
Les premières discussions internationales se sont majoritairement focalisées sur l’enfance délinquante et la récidive. Cependant, sous l’influence de certains auteurs, elles sont rapidement sorties du cadre pénal pour rejoindre le domaine du social. « L'enfant à corriger » devint « l’enfant à protéger ».
Il faudra tout de même encore attendre plusieurs dizaines d’années pour que l’enfant soit considéré comme un être à part entière qu’il faut protéger.

### Chronologie
- En 1890, le premier Congrès international sur la protection de l’enfance se réunit à Anvers.
- En 1913, la première association internationale pour la protection de l’enfance est créée.
- En 1919, après la Première Guerre mondiale, le concept de droits de l’enfant apparaît et la Société des Nations créée le Comité de protection de l’enfance.
- En 1923, la Charte de l’Union Internationale de Secours de l’Enfant est rédigée par une enseignante anglaise, Eglantyne Jebb, considérée comme une pionnière du mouvement international en faveur des Droits de l’enfant. Celle-ci est adoptée le 26 septembre 1924 par la Société des Nations (SDN) sous le nom de Déclaration des droits de l’enfant, dite Déclaration de Genève. Ce court texte (un préambule et cinq articles) affirme les devoirs des « hommes et femmes de toutes les nations » et reconnaît « que l'humanité doit donner à l'enfant ce qu'elle a de meilleur ».
- En 1945, à la suite de la création de l’ONU (succédant à la SDN), le Conseil économique et social de cette nouvelle organisation désire reprendre la Déclaration de 1924.
- En 1946, les Nations unies créent le FISE (Fonds international de secours à l’enfance qui deviendra l'Unicef en 1953) afin de se donner les moyens d’agir.
- En 1948, l’Assemblée générale des Nations unies adopte la Déclaration universelle des droits de l'homme, qui stipule en son article 25, paragraphe 2, que « la maternité et l’enfance ont droit à une aide et à une assistance spéciale ».
- En 1959, l’Assemblée générale des Nations unies adopte la Déclaration des droits de l’enfant.

## Influences

### Eglantyne Jebb (1876-1928)
Eglantyne Jebb est considérée comme une grande inspiratrice du développement des droits de l’enfant.
- En 1919, elle crée l’association « Save the Children Fund » (SCF) afin de remédier à la situation dramatique des enfants européens au lendemain de la Première Guerre mondiale. Elle est aujourd'hui l’une des principales ONG transnationales.
- En 1922,  elle élabore une Charte de la protection mondiale de l’enfance (World Child Welfare Charter) énonçant quelques principes qu’elle considérait être les droits fondamentaux de chaque enfant. Elle fait parvenir son texte à la Société des Nations (SDN) à Genève en indiquant : « Je suis convaincue que nous devrions exiger certains droits pour les enfants et œuvrer vers une reconnaissance générale de ces droits ». Cette charte fut adoptée sous l’appellation de Déclaration de Genève en septembre 1924.

### Janusz Korczak  (1878-1942)
Janusz Korczak, Henryk Goldszmit de son vrai nom, est considéré comme l’un des premiers défenseurs des droits de l’enfant et comme le père spirituel de la Convention internationale des droits de l’enfant de 1989.
- Avant la Seconde Guerre mondiale, ce médecin-pédiatre et écrivain polonais est l’une des personnalités scientifiques les plus respectées.
- Dans les années 1920, il est le premier à réclamer une Charte de la Société des Nations pour défendre les droits des enfants. Il souhaite une réforme complète de l’éducation ainsi que du statut de l’enfant. Selon lui, « l’enfant ne devient pas un homme, il en est déjà un »[4]. Ses idées ont profondément inspiré la rédaction de la Convention internationale des droits de l'enfant de 1989.
- En 1978, en son hommage, la Pologne propose aux Nations unies un projet de Convention relative aux droits de l’enfant, à l'origine de la CIDE, face à la misère que connaissent les enfants à la suite de la Seconde Guerre mondiale.

### Déclaration de Genève du 26 septembre 1924

#### Préambule
Par la présente Déclaration des droits de l'enfant, dite déclaration de Genève, les hommes et les femmes de toutes les nations reconnaissent que l'humanité doit donner à l'enfant ce qu'elle a de meilleur, affirmant leurs devoirs, en dehors de toute considération de race, de nationalité, de croyance.

#### Articles
Article 1 : « L’enfant doit être mis en mesure de se développer d'une façon normale, matériellement et spirituellement. »
Article 2 : « L’enfant qui a faim doit être nourri ; l'enfant malade doit être soigné ; l'enfant arriéré doit être encouragé ; l'enfant dévoyé doit être ramené ; l'enfant orphelin et l'abandonné doivent être recueillis et secourus. »
Article 3 : « L’enfant doit être le premier à recevoir des secours en cas de détresse. »
Article 4 : « L’enfant doit être mis en mesure de gagner sa vie et doit être protégé contre toute exploitation. »
Article 5 : « L’enfant doit être élevé dans le sentiment que ses meilleures qualités devront être mises au service de ses frères. »

## Texte intégral

### Préambule
Considérant que, dans la Charte, les peuples des Nations unies ont proclamé à nouveau leur foi dans les droits fondamentaux de l'homme et dans la dignité et la valeur de la personne humaine, et qu'ils se sont déclarés résolus à favoriser le progrès social et à instaurer de meilleures conditions de vie dans une liberté plus grande,
Considérant que, dans la Déclaration universelle des droits de l'homme, les Nations unies ont proclamé que chacun peut se prévaloir de tous les droits et de toutes les libertés qui y sont énoncés, sans distinction aucune, notamment de race, de couleur, de sexe, de langue, de religion, d'opinion politique ou de toute autre opinion, d'origine nationale ou sociale, de fortune, de naissance ou de toute autre situation,
Considérant que l'enfant, en raison de son manque de maturité physique et intellectuelle, a besoin d'une protection spéciale et de soins spéciaux, notamment d'une protection juridique appropriée, avant comme après la naissance,
Considérant que la nécessité de cette protection spéciale a été énoncée dans la Déclaration de Genève de 1924 sur les droits de l'enfant et reconnue dans la Déclaration universelle des droits de l'homme ainsi que dans les statuts des institutions spécialisées et des organisations internationales qui se consacrent au bien-être de l'enfance,
Considérant que l'humanité se doit de donner à l'enfant le meilleur d'elle-même, L'Assemblée générale
Proclame la présente Déclaration des droits de l'enfant afin qu'il ait une enfance heureuse et bénéficie, dans son intérêt comme dans l'intérêt de la société, des droits et libertés qui y sont énoncés ; elle invite les parents, les hommes et les femmes à titre individuel, ainsi que les organisations bénévoles, les autorités locales et les gouvernements nationaux à reconnaître ces droits et à s'efforcer d'en assurer le respect au moyen de mesures législatives et autres adoptées progressivement en application des principes suivants :

### Principes

#### Principe premier
L'enfant doit jouir de tous les droits énoncés dans la présente Déclaration. Ces droits doivent être reconnus à tous les enfants sans exception aucune, et sans distinction ou discrimination fondées sur la race, la couleur, le sexe, la langue, la religion, les opinions politiques ou autres, l'origine nationale ou sociale, la fortune, la naissance, ou sur toute autre situation, que celle-ci s'applique à l'enfant lui-même ou à sa famille.

#### Principe 2
L'enfant doit bénéficier d'une protection spéciale et se voir accorder des possibilités et des facilités par l'effet de la loi et par d'autres moyens, afin d'être en mesure de se développer d'une façon saine et normale sur le plan physique, intellectuel, moral, spirituel et social, dans des conditions de liberté et de dignité. Dans l'adoption de lois à cette fin, l'intérêt supérieur de l'enfant doit être la considération déterminante.

#### Principe 3
L'enfant a droit, dès sa naissance, à un nom et à une nationalité.

#### Principe 4
L'enfant doit bénéficier de la Sécurité sociale, il doit pouvoir grandir et se développer d'une façon saine ; à cette fin, une aide et une protection spéciales doivent lui être assurées ainsi qu'à sa mère, notamment des soins prénatals et post-natals adéquats. L'enfant a droit à une alimentation, à un logement, à des loisirs et à des soins médicaux adéquats.

#### Principe 5
L'enfant physiquement, mentalement ou socialement désavantagé doit recevoir le traitement, l'éducation et les soins spéciaux que nécessite son état ou sa situation.

#### Principe 6
L'enfant, pour l'épanouissement harmonieux de sa personnalité, a besoin d'amour et de compréhension. Il doit, autant que possible, grandir sous la sauvegarde et sous la responsabilité de ses parents et, en tout état de cause, dans une atmosphère d'affection et de sécurité morale et matérielle ; l'enfant en bas âge ne doit pas, sauf circonstances exceptionnelles, être séparé de sa mère. La société et les pouvoirs publics ont le devoir de prendre un soin particulier des enfants sans famille ou de ceux qui n'ont pas de moyens d'existence suffisants. Il est souhaitable que soient accordées aux familles nombreuses des allocations de l'État ou autres pour l'entretien des enfants.

#### Principe 7
L'enfant a droit à une éducation qui doit être gratuite et obligatoire au moins aux niveaux élémentaires. Il doit bénéficier d'une éducation qui contribue à sa culture générale et lui permet, dans des conditions d'égalité de chances, de développer ses facultés, son jugement personnel et son sens des responsabilités morales et sociales afin de devenir un membre utile de la société.
L'intérêt supérieur de l'enfant doit être le guide de ceux qui ont la responsabilité de son éducation et de son orientation ; cette responsabilité incombe en priorité à ses parents. L'enfant doit avoir toutes possibilités de se livrer à des jeux et à des activités récréatives, qui doivent être orientés vers les fins visées par l'éducation ; la société et les pouvoirs publics doivent s'efforcer de favoriser la jouissance de ce droit.

#### Principe 8
L'enfant doit, en toutes circonstances, être parmi les premiers à recevoir protection et secours.

#### Principe 9
L'enfant doit être protégé contre toute forme de négligence, de cruauté et d'exploitation, il ne doit pas être soumis à la traite, sous quelque forme que ce soit. L'enfant ne doit pas être admis à l'emploi avant d'avoir atteint un âge minimum approprié ; il ne doit en aucun cas être astreint ou autorisé à prendre une occupation ou un emploi qui nuise à sa santé ou à son éducation, ou qui entrave son développement physique, mental ou moral.

#### Principe 10
L'enfant doit être protégé contre les pratiques qui peuvent pousser à la discrimination raciale, à la discrimination religieuse ou à toute autre forme de discrimination. Il doit être élevé dans un esprit de compréhension, de tolérance, d'amitié entre les peuples, de paix et de fraternité universelle, et dans le sentiment qu'il lui appartient de consacrer son énergie et ses talents au service de ses semblables.

## Contenu du texte

### Préambule
Le texte commence par rappeler les grands thèmes qui ont présidé la rédaction de la Charte des Nations unies et de la Déclaration universelle des droits de l’homme, puis fait référence à la Déclaration de Genève.

### Principes
Le texte énonce 10 principes :

#### La non-discrimination
Les droits énoncés par la déclaration s’appliquent à tous les enfants, filles ou garçons, quelle que soit leur origine ou celle de leur famille. Ce principe est essentiel notamment pour lutter contre les différences de traitement entre les filles et les garçons.

#### L’intérêt supérieur de l’enfant
Chaque décision concernant un enfant doit tenir compte en priorité de son bien-être. Il s’agit de veiller à ce que l’enfant puisse se développer dans un environnement favorable à sa santé mentale et physique en bénéficiant d’une alimentation suffisante, d’un accès à l’eau potable et de l’aide dont il a besoin pour être en bonne santé. Il s’agit également de renforcer la protection de l’enfant contre la violence ou les négligences.
Philippe Meirieu définit la notion d’intérêt supérieur de l’enfant comme « le fait de considérer l’enfant du point de vue de celui qui doit être un sujet au terme de son éducation. Un sujet physique équilibré (santé et alimentation), un sujet psychique (équilibre psychique), un sujet social et culturel (capable de comprendre, de parler), et un sujet citoyen (capable de participer à la délibération du bien commun dans une démocratie)[réf. non conforme] ».

#### Le droit à l’identité
L’enfant a droit à un nom et à une nationalité. À la naissance d’un enfant, les parents ont l’obligation de le déclarer à la mairie de son lieu de naissance afin que celui-ci figure dans les registres de l’état civil. Cette formalité atteste ainsi de son identité.
Ce principe vise à protéger l’enfant contre le travail forcé, les mariages précoces ou encore l’exploitation sexuelle. Il assure également son accès à l’éducation ou aux services de santé.

#### Le droit à une alimentation, à un logement et à des soins médicaux appropriés
Chaque enfant a un droit à la santé. Il s’agit alors de protéger l’enfant contre la malnutrition, l’absence de vaccination, le paludisme, le VIH ou encore le manque de soins adaptés, d’accès à l’eau potable et à l’assainissement.
Selon l’Unicef , 24 000 enfants âgés de moins de cinq ans meurent chaque jour dans le monde de malnutrition et de maladies qui, dans la plupart des cas, pourraient être évitées.

#### Le droit à une éducation et à des soins spéciaux pour les enfants handicapés mentalement ou physiquement
Certains enfants sont encore plus vulnérables que d’autres et méritent alors une protection particulière. C’est le cas des enfants handicapés visés par ce principe.<

#### Le droit à l’éducation gratuite et aux activités récréatives
Chaque enfant a droit à une éducation gratuite afin d’apprendre à lire et à écrire. Elle permet aux enfants d’acquérir des connaissances et de se développer en fonction de leur identité, langue, culture et compétences. Elle permet également de lutter contre la pauvreté ou d’éviter des maladies en leur apprenant à se protéger et à protéger les autres.
Le droit à l’éducation gratuite et aux activités récréatives est également essentiel dans l’intérêt supérieur de l’enfant.

#### Le droit à une protection contre toute forme de cruauté, de négligence et d’exploitation
Chaque enfant a le droit de grandir dans un cadre qui le protège. Il s’agit de prévenir et de lutter la maltraitance, l’exploitation, le mariage forcé ou encore le travail des enfants.
En effet, selon l'Unicef, dans les pays en développement, deux formes d’exploitation sont très répandues : le travail des enfants et les enfants soldats.

#### Le droit à la formation dans un esprit de solidarité, de compréhension, d’amitié et de justice entre les peuples
L’éducation permet à l’enfant de vivre dans un esprit de solidarité, de compréhension, d'amitié et de justice entre les peuples.

## Critiques

### Zoe Moody
Zoe Moody, professeure de la Haute école pédagogique du Valais, énonce que « la Déclaration échoue là où ses auteurs avaient placé tous leurs espoirs : elle ne parvient pas à rassembler la communauté internationale autour d’une bannière partagée et tombe progressivement dans l’oubli ». En effet, elle remarque que plusieurs États influents marquent peu d’intérêt pour ce traité après son adoption étant d’avis que la Déclaration universelle des droits de l’homme et ses Pactes adoptés en 1966 suffisent à garantir les droits de l’enfant. Au contraire, d’autres remettent déjà en cause son caractère déclaratif, et estiment nécessaire la rédaction d’une convention.
Selon cette auteure, la Déclaration de 1959 « prépare ainsi les voies à un nouvel outil juridique, cette fois-ci contraignant, la Convention des droits de l’enfant ».

## Applicabilité juridique
Il s’agit d’une déclaration de principe, d’ordre moral et non contraignante pour les États. Toutefois, elle constitue une véritable reconnaissance des droits de l’enfant.